# Манценрайтер, Роберт
Ро́берт Манценра́йтер (нем. Robert Manzenreiter; 28 августа 1966, Инсбрук) — австрийский саночник, выступал за сборную Австрии в конце 1980-х — начале 1990-х годов. Участник двух зимних Олимпийских игр, многократный призёр и победитель этапов Кубка мира, обладатель серебряных медалей чемпионатов мира и Европы, участник многих международных турниров. Также известен как тренер по санному спорту.

## Биография
Роберт Манценрайтер родился 28 августа 1966 года в Инсбруке. Поскольку недалеко от его родного города существовала хорошая санно-бобслейная трасса, в юности он присоединился к местному санному клубу «Игльс» и начал активно заниматься санным спортом. На международном уровне дебютировал уже в возрасте шестнадцати лет, на юниорском чемпионате мира в Лейк-Плэсиде в паре с Маркусом Проком финишировал восьмым. В 1983 году выступил на домашнем юниорском чемпионате Европы в Игльсе, был восьмым среди одиночек и пятым среди двоек. Год спустя в двойках выиграл бронзовую медаль на юниорском первенстве мира в Блуденце, ещё через год побывал на молодёжном первенстве Европы в немецком Кёнигсзе, где занял пятое место в одиночном разряде и девятое в парном.
Начиная с 1987 года Манценрайтер находился в основном составе национальной сборной Австрии и принимал участие во всех крупнейших международных турнирах. На родной трассе в Игльсе, где проходил очередной чемпионат мира, он финишировал четырнадцатым в одиночках и закрыл десятку сильнейших в двойках. На чемпионате Европы 1988 года в Кёнигсзе занял седьмое место в программе двухместных саней и пятое в смешанной эстафете. Благодаря череде удачных выступлений удостоился права защищать честь страны на зимних Олимпийских играх в Калгари — вместе со своим партнёром Георгом Флуккингером претендовал здесь на медали, однако в первом заезде они допустили ошибки и в итоге оказались на пятой позиции.
В 1991 году Манценрайтер завоевал серебряную медаль на чемпионате мира в немецком Винтерберге (в программе смешанной эстафеты). Также участвовал здесь в заездах одиночных саней, но в этой дисциплине пришёл к финишу лишь восьмым. В следующем сезоне на европейском первенстве получил ещё одно эстафетное серебро, кроме того, занял девятое место среди одиночек. При этом в общем индивидуальном зачёте Кубка мира он расположился на пятой строке, за счёт этого прошёл квалификацию на Олимпийские игры 1992 года в Альбервиль — в мужском одиночном разряде занял здесь шестое место. После Олимпиады он в течение ещё одного сезона продолжал выступать на самом высоком уровне, на чемпионате мира в канадском Калгари был шестым среди одиночек, стал серебряным призёром в эстафете. По итогам Кубка мира занял пятую строку рейтинга сильнейших саночников планеты, однако из-за высокой конкуренции в команде вскоре принял решение завершить карьеру профессионального спортсмена.
Перестав быть действующим саночником, Роберт Манценрайтер перешёл на тренерскую работу, в частности, некоторое время возглавлял сборную Австрии по санному спорту. Его младшая сестра Соня тоже была довольно известной саночницей, представляла страну на трёх Олимпийских играх.